# Castello di Bisceglie
Il castello di Bisceglie fu costruito, su iniziativa del conte Pietro I, a Bisceglie a partire dall'XI secolo, durante il periodo normanno.

## Storia

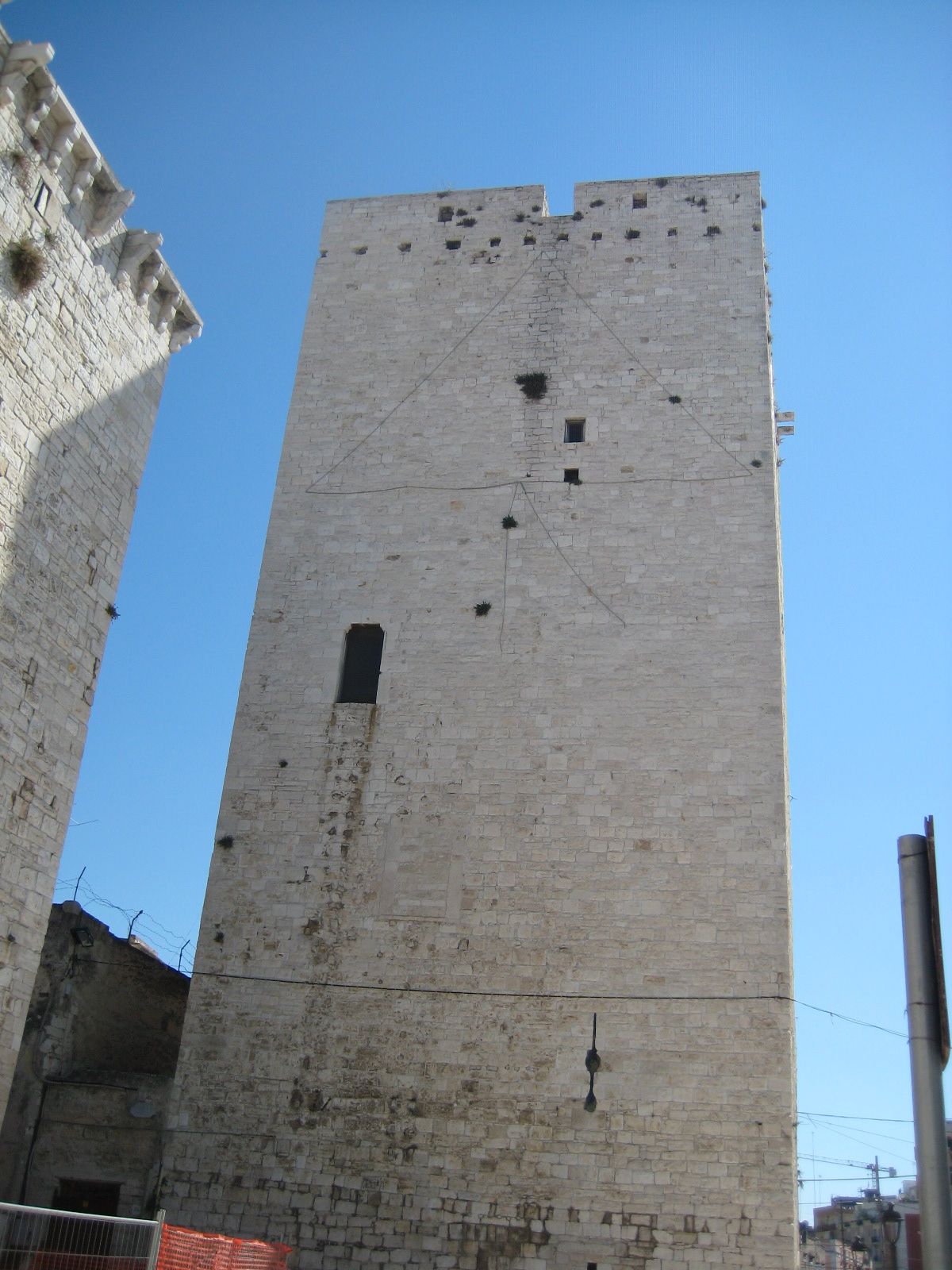
La torre maestra

La costruzione rappresenta un complesso edilizio risultato dall'aggregazione di edifici e spazi di epoche diverse.

Pertanto, le indagini storico-filologiche svolte fino ad ora portano a considerare le origini della costruzione incerte e controverse.

Secondo alcuni studiosi il nucleo più antico risalirebbe all'XI secolo, sotto il dominio normanno, e per volontà del conte Pietro I, che avviò intorno al 1060 i lavori per la costruzione dell'imponente torre detta “maestra”, alta circa 24 m e posta all'estrema destra del complesso militare. Secondo altri studiosi, invece, l'impianto castellare prese corpo e forma nella prima metà del XIII secolo, durante il periodo svevo, in prossimità della già esistente torre normanna.

In ogni caso, sicuramente angioini risultano i lavori straordinari di ampliamento del castello che trovano testimonianza nello stemma di Carlo I d'Angiò a coronamento della porta di accesso della torre ad ovest, e un'iscrizione incisa sulla ghiera del portale ad arco acuto del palatium.

In età aragonese seguì un ampio restauro o piuttosto un rifacimento del castello che venne sottoposto a modifiche per una nuova fortificazione. Ma, nel corso del tempo, a seguito dell'inadeguatezza a sostenere l'assalto delle moderne armi da fuoco, la struttura perse la sua principale funzione militare e venne destinata ad uso civile. L'Università utilizzò una parte di esso per svolgervi l'attività molitoria del grano.

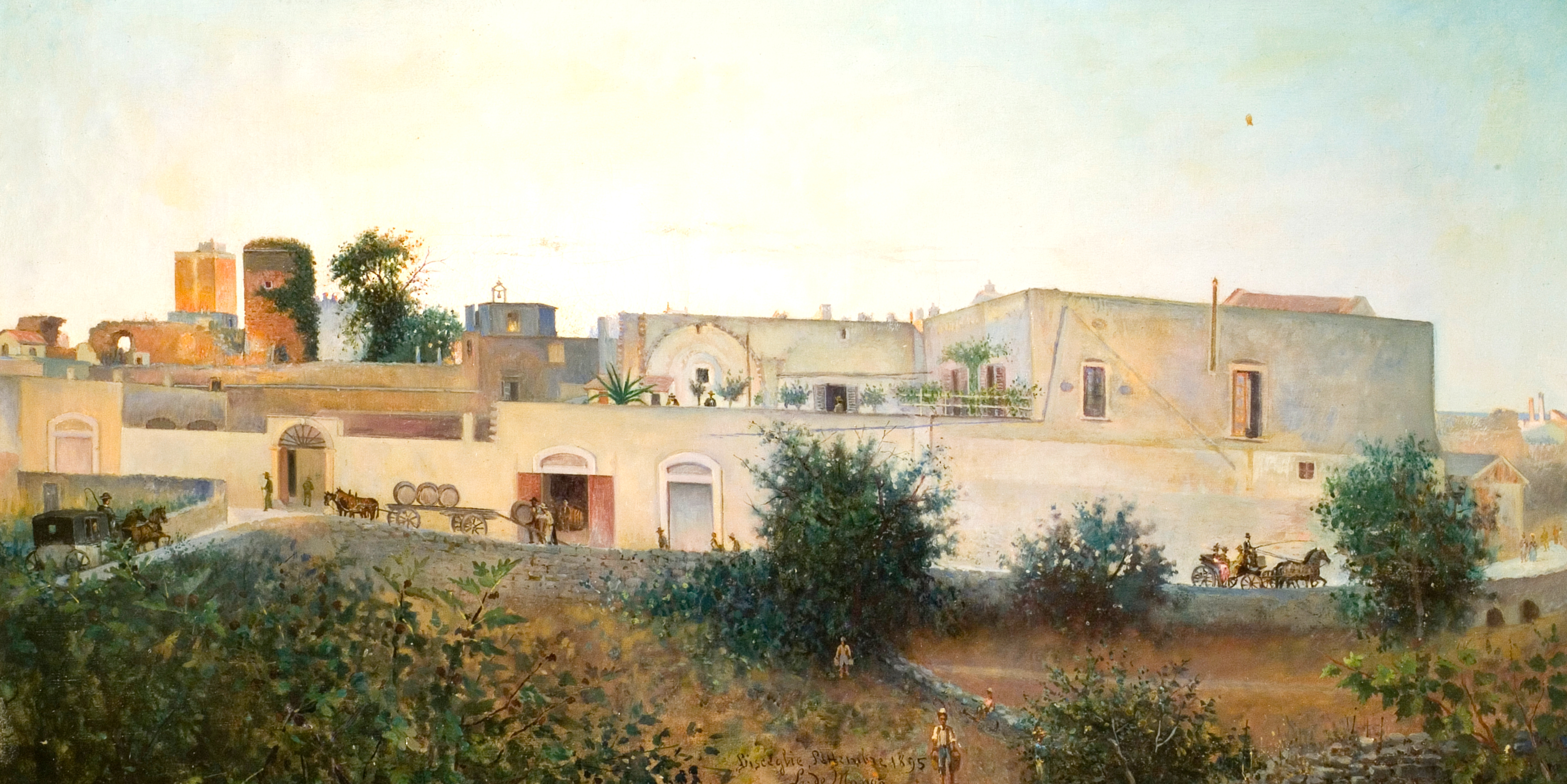
le antiche vestigia del castello in un dipinto di Leonardo De Mango

A partire dalla fine del Settecento il castello subì una serie di trasformazioni ed alterazioni, da parte di privati che demolirono i corpi di fabbrica compresi fra la torre maestra e la torre angolare disposta in prossimità del bastione aragonese, per costruire gli attuali edifici posti ad angolo fra corso Umberto I e via porto.

Sin dagli inizi del Novecento all'interno della struttura vi allocarono alcune botteghe di artigiani del legno. La torre centrale dei gabellieri ospitò l'ufficio locale del dazio, mentre la torre angolare settentrionale fu adibita a forno per la panificazione a piano terra, mentre il piano superiore venne trasformato in abitazioni.

Anche sul fianco settentrionale, fra chiesa del Purgatorio ed il contiguo cimitero, si insediò la bottega di un ebanista, che aggiunse alcune superfetazioni ma senza alterarne la struttura muraria.
Quel che resta del castello è stato sottoposto a lavori di restauro a partire dal 1982, interrotti a più riprese, attualmente in corso.

Con l'avvio dei lavori di restauro, progettati dalla soprintendenza per i beni architettonici e paesaggistici della Puglia, alcuni studiosi locali hanno posto l'attenzione sul ruolo che il castello e la torre maestra hanno svolto nell'ambito della città e del suo territorio, e sulle potenzialità culturali che tale complesso può offrire in futuro.

## Descrizione

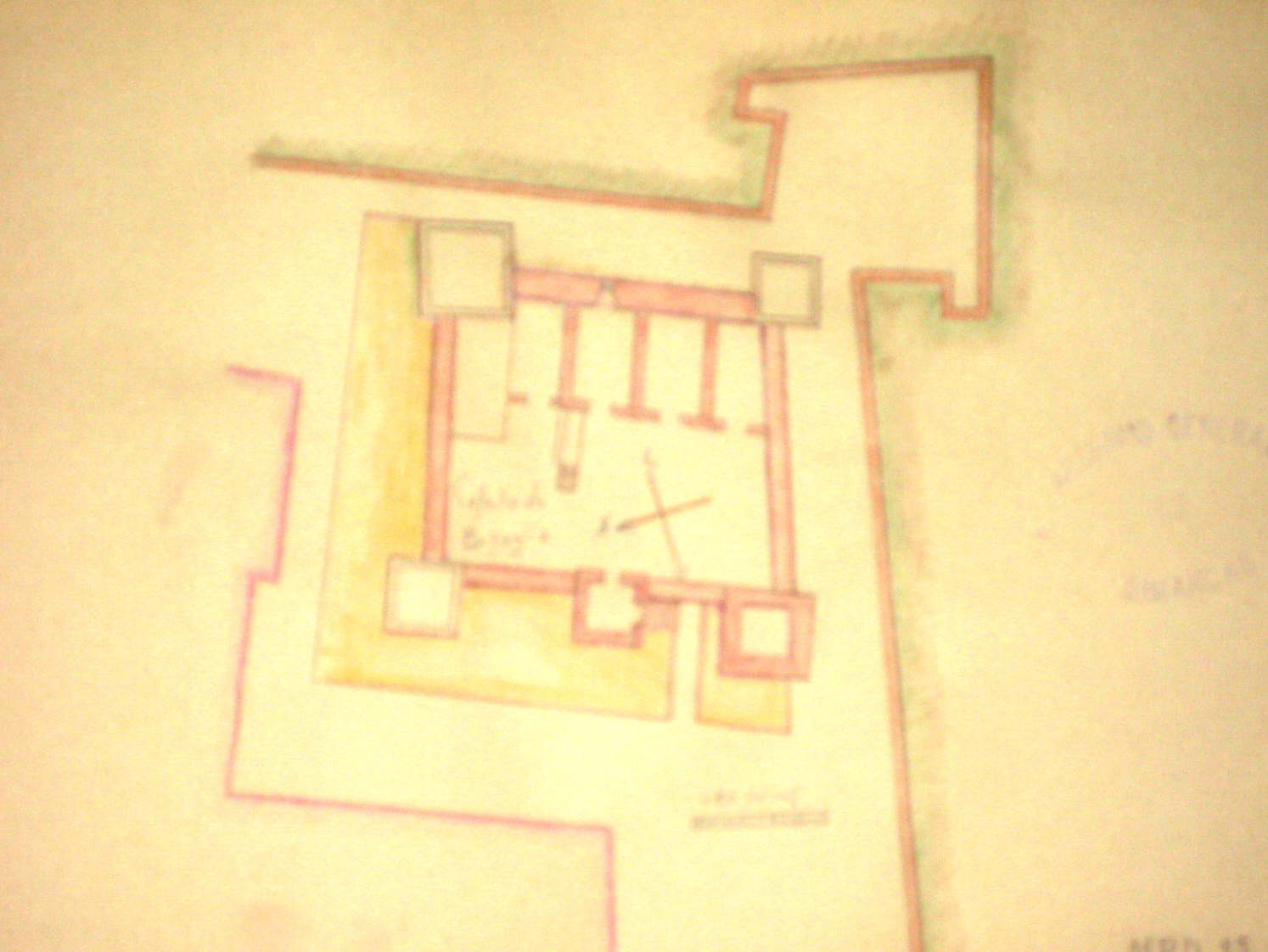
pianta del castello del XVI secolo

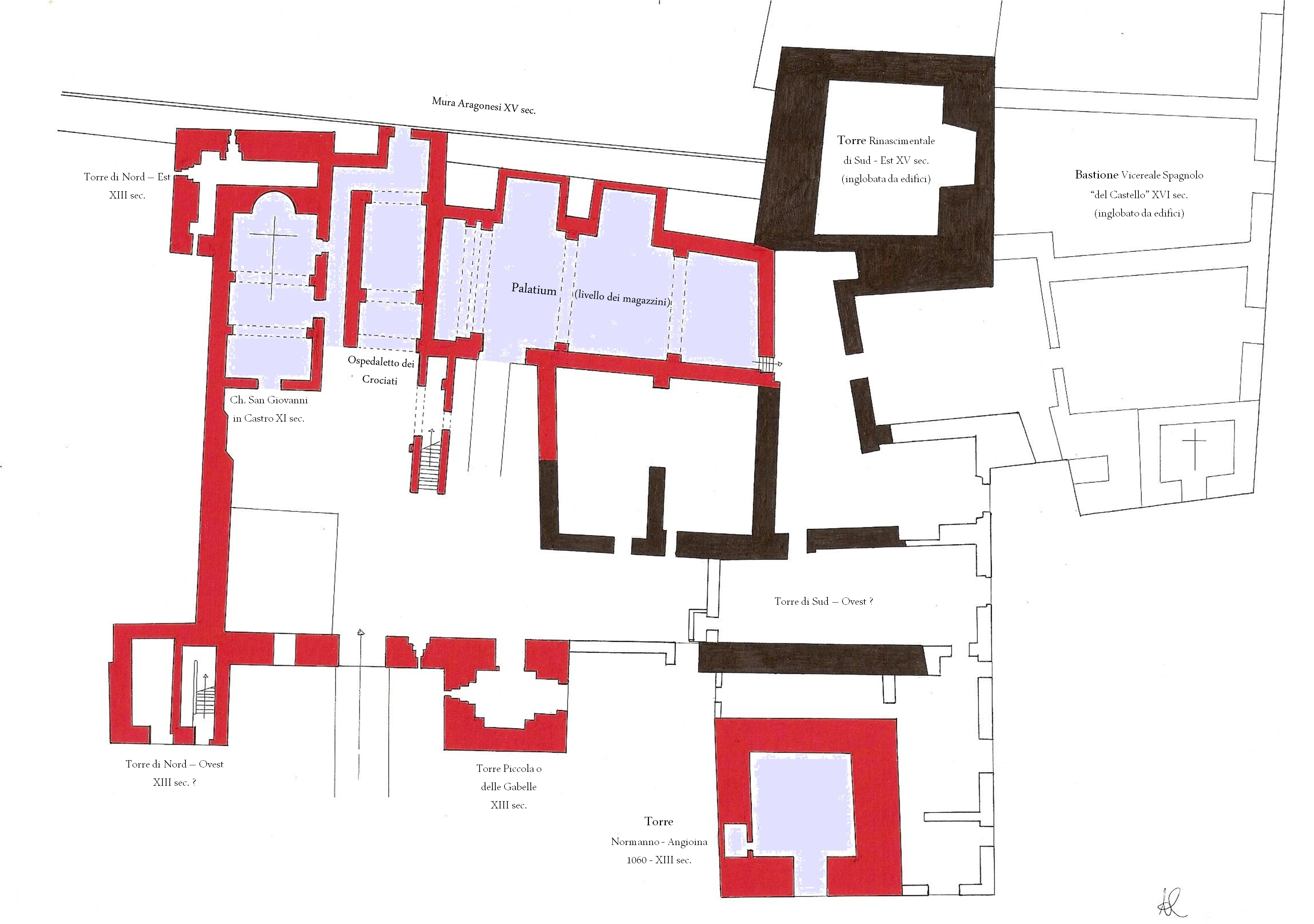
Pianta (piano terra) del Castello. In rosso, le strutture rimaste, in nero, le strutture inglobate da edifici posteriori

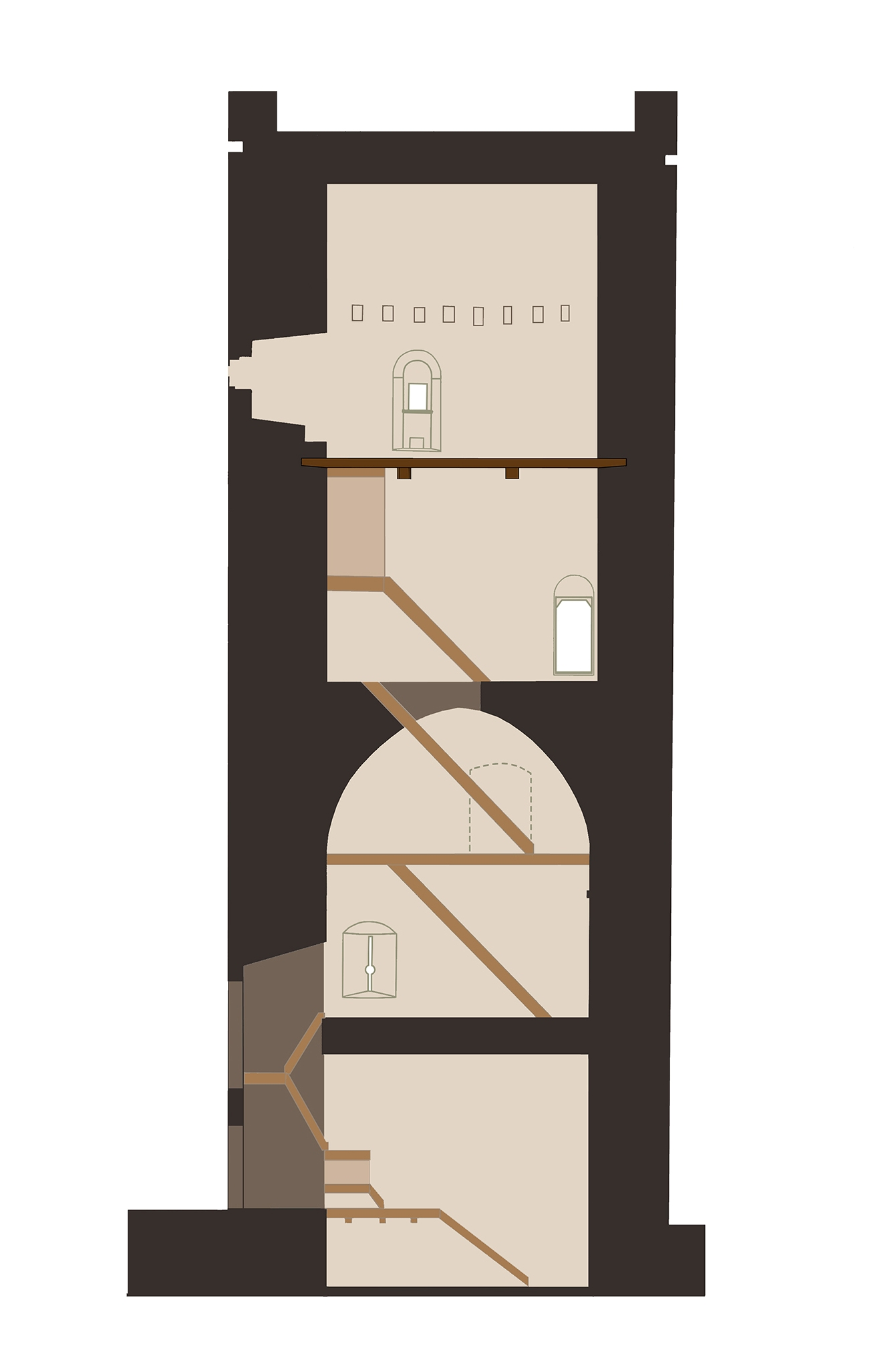
Sezione E-W della Torre Normanno-Angioina del Castello di Bisceglie

Il castello era stato edificato su un banco roccioso situato in prossimità di un'antica lama che, scendendo verso l'ansa portuale, lambiva il più antico nucleo urbano della città di Bisceglie.
La testimonianza più antica della struttura militare è data dalla torre normanna, detta torre “maestra”, edificata nel predetto sito nell'XI secolo.

A partire dal XVIII la struttura difensiva, realizzata in pietra calcare locale, si sviluppava su pianta quadrangolare, a cortile interno, fortificata da quattro torri quadre disposte agli angoli , fra cui vi era la imponente torre maestra, e una torre disposta sulla cortina difensiva di ponente in corrispondenza dell'ingresso, detta torre delle gabelle.

Il lato esterno di levante e quello meridionale si affacciavano sulla cinta muraria della città, e nel periodo aragonese furono ulteriormente protetti da un puntone difensivo angolare.

Il lato esterno di ponente e quello settentrionale erano circondati da un fossato, che isolava il fortilizio dalla città intra moenia.

L'ingresso nel castello era consentito attraverso un ponte levatoio disposto fra la torre delle gabelle e la torre maestra.

Le torri ed il muro di cinta esterno in origine erano percorsi da camminamenti, rintracciabili nella presenza di alcune mensole in pietra sopravvissute nel tempo.

Nel cortile si sviluppava su due livelli il palatium, l'antica dimora del castellano, di cui sono ancora visibili la porta di accesso ed i resti di una finestra bifora con arco a sesto acuto posta al piano nobile.

Il castello ingloba nell'angolo nord-est la piccola chiesa di San Giovanni, caratterizzata da una semplice facciata a capanna, a paramento liscio con un portale lunato, sovrastato da una finestra monofora. Le falde del tetto, incorniciate da archetti rampanti, terminano in un campanile a vela.
L'unica navata a botte, terminante con una piccola abside incassata nella cinta muraria, è coperta dalle falde disposte a gradini.i

## Altre immagini

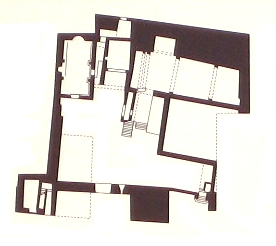
Pianta del castello interessata dal restauro
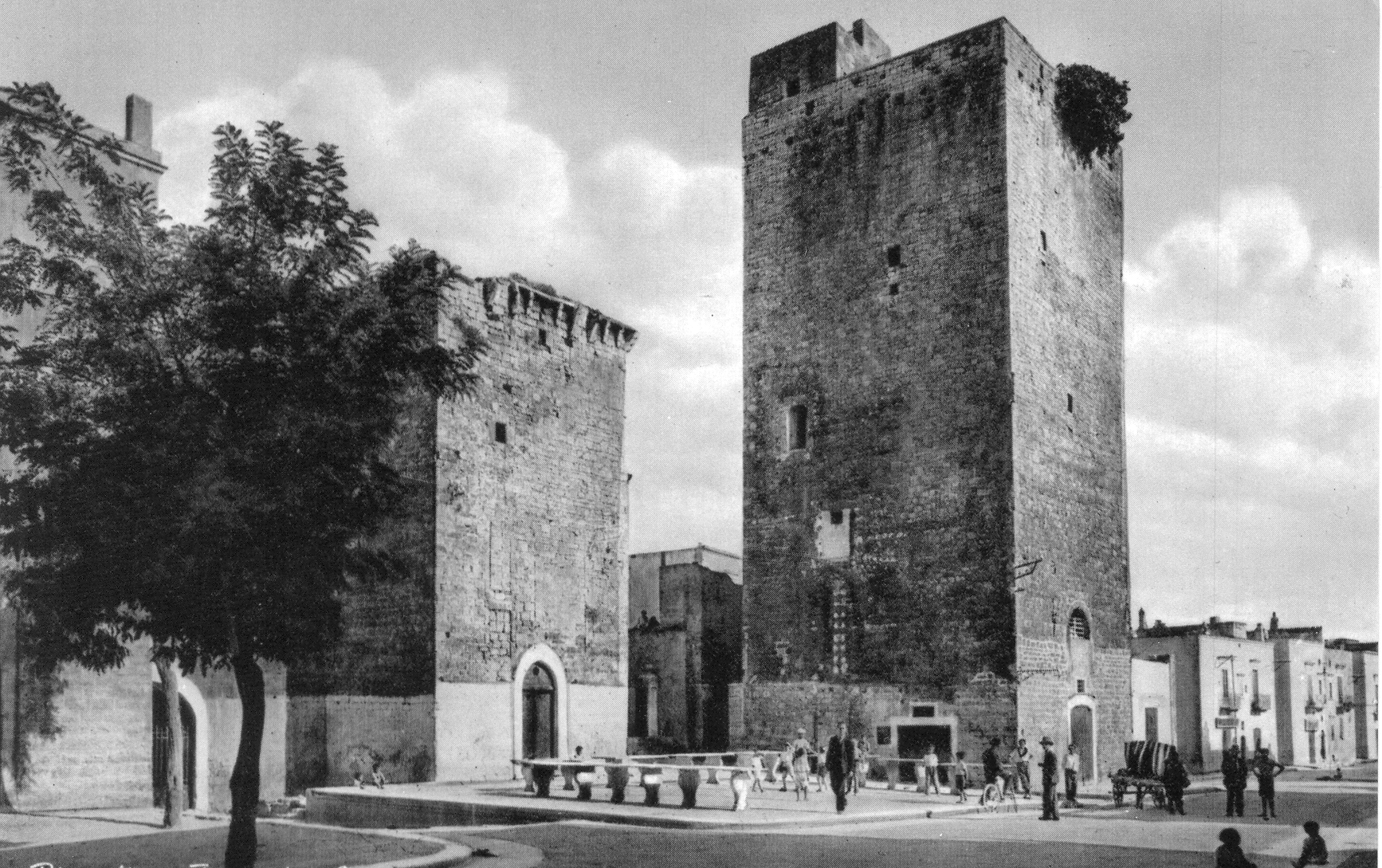
Il castello in un'antica foto nei primi anni del Novecento
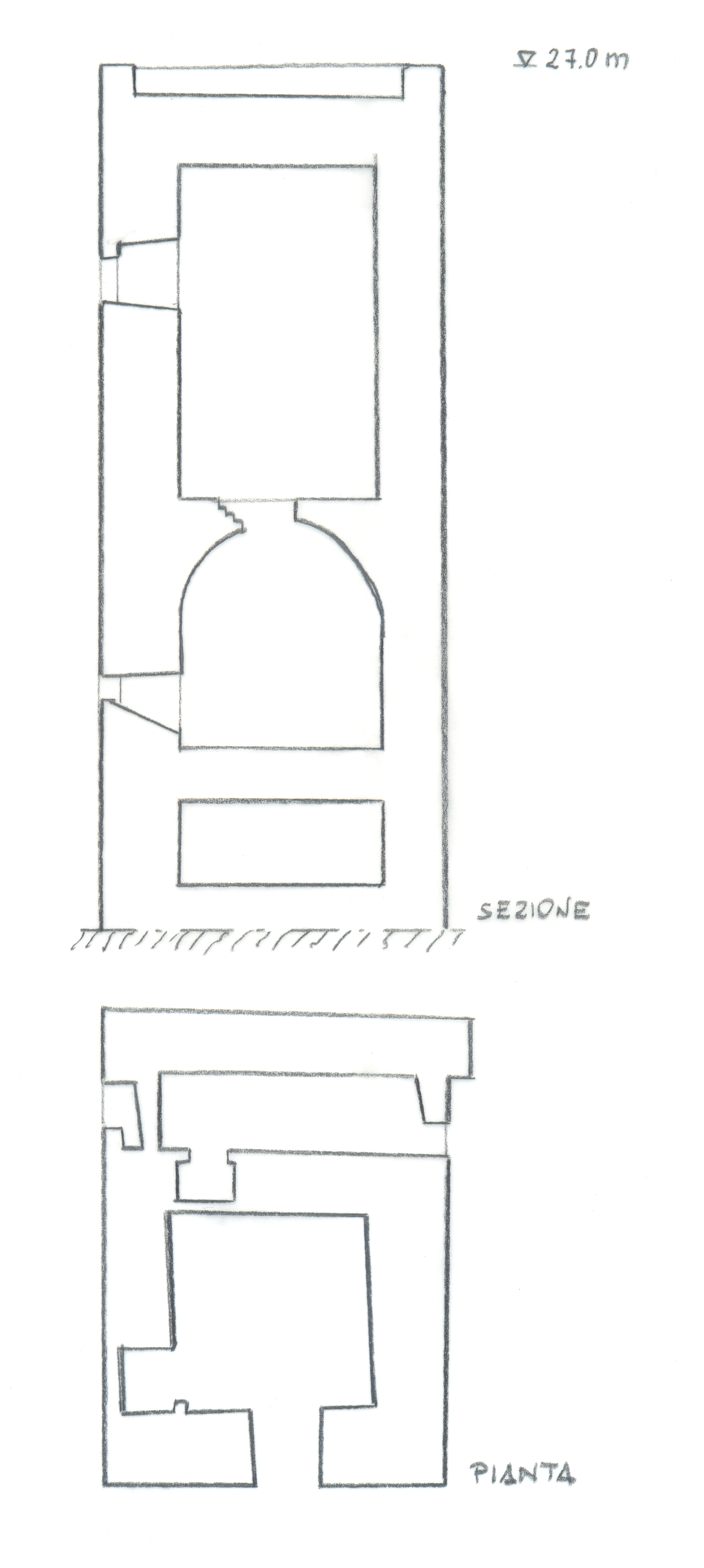
Pianta e sezione della torre maestra
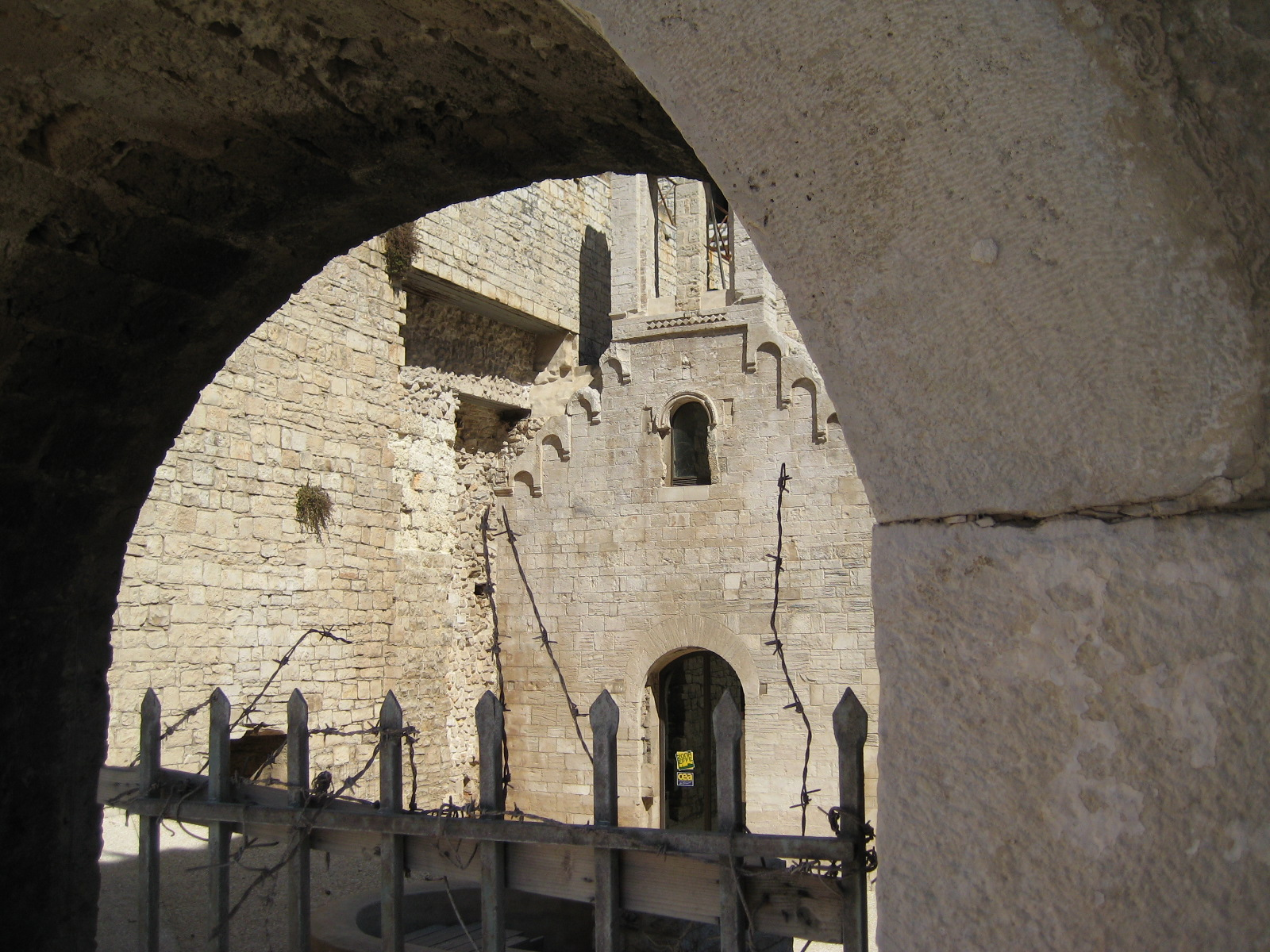
La chiesa di San Giovanni al castello
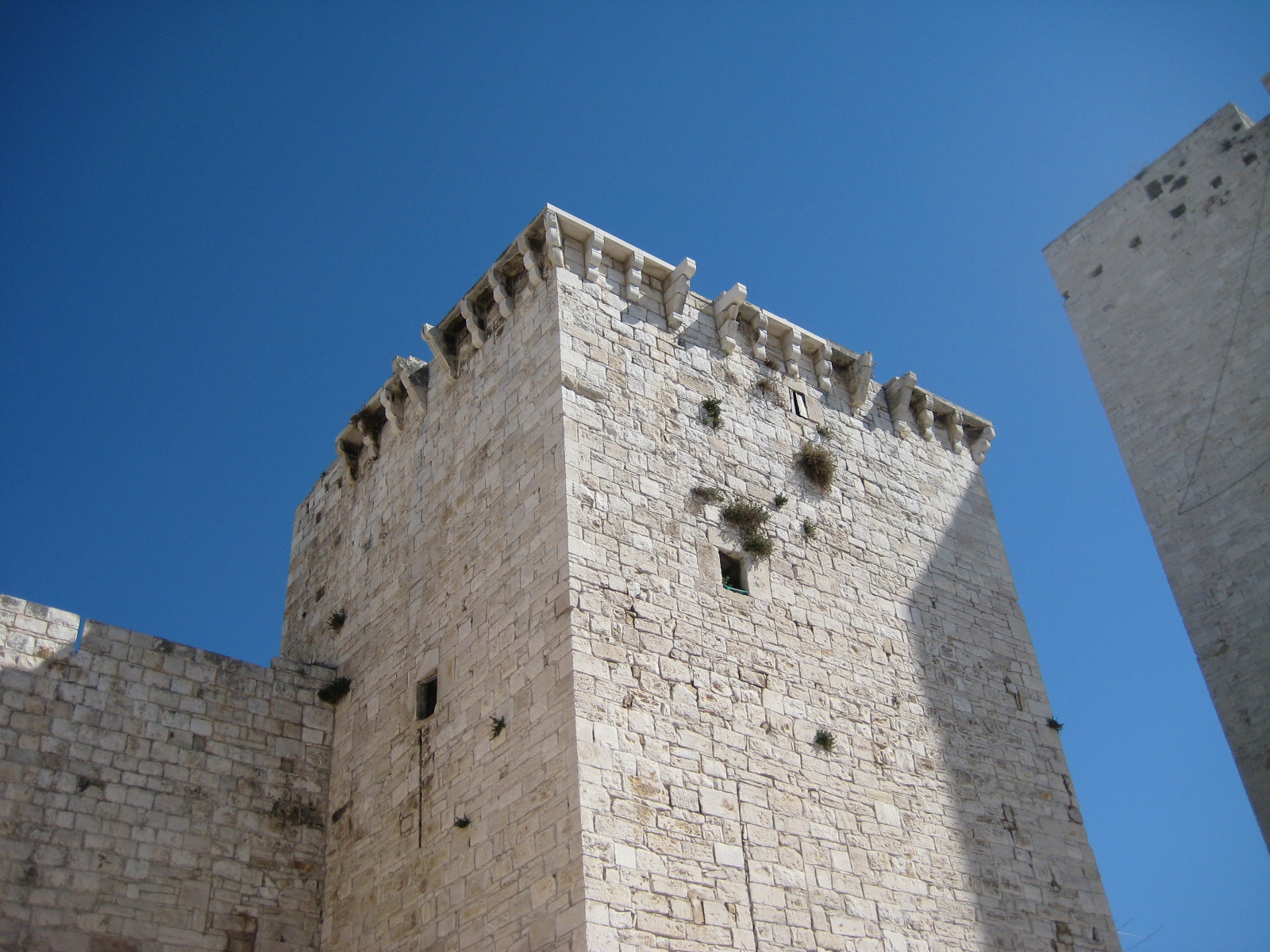
La torre delle gabelle
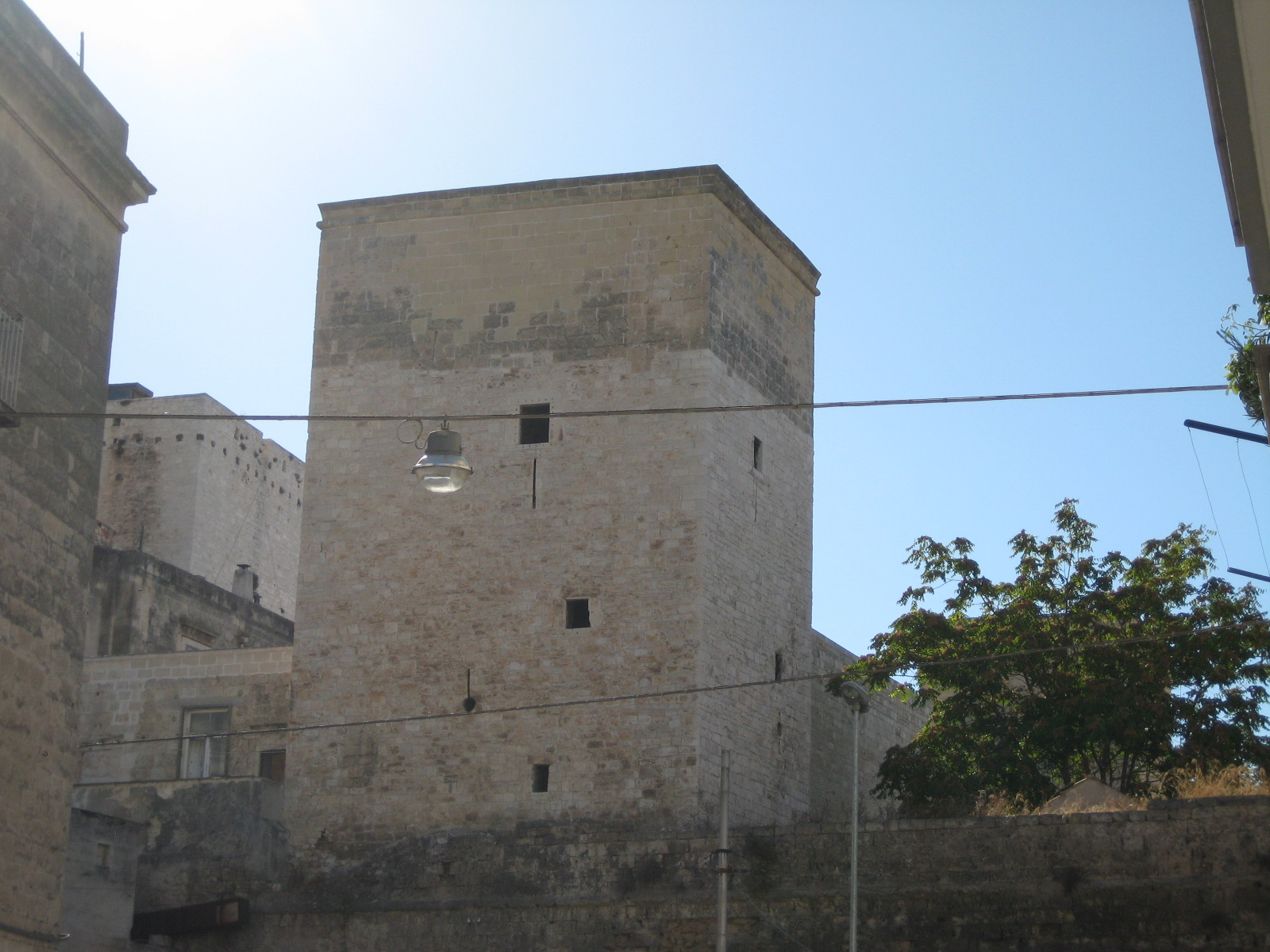
La torre angolare posta a nord-est
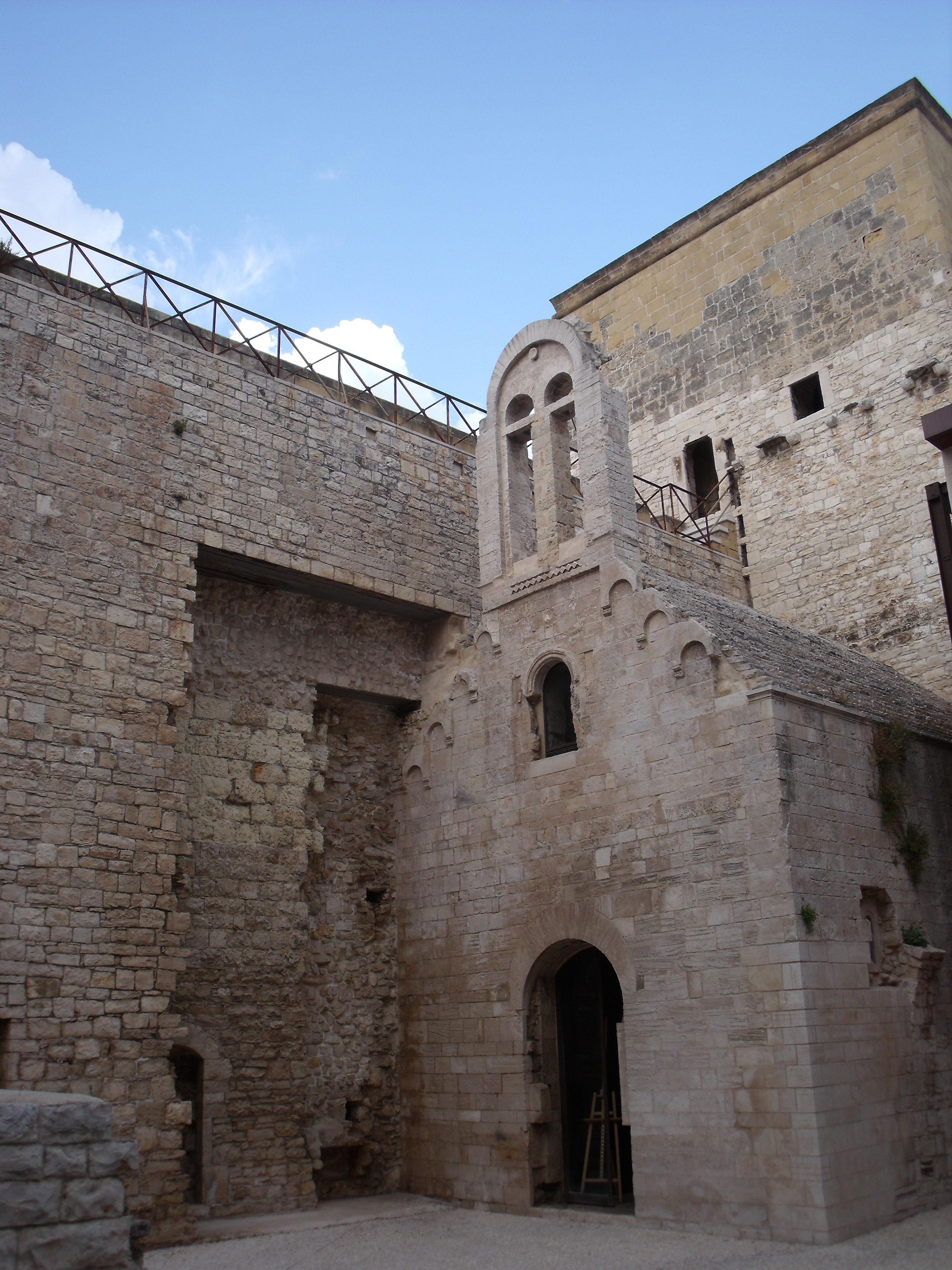
Chiesa di San Giovanni in Castro e torre di nord-est
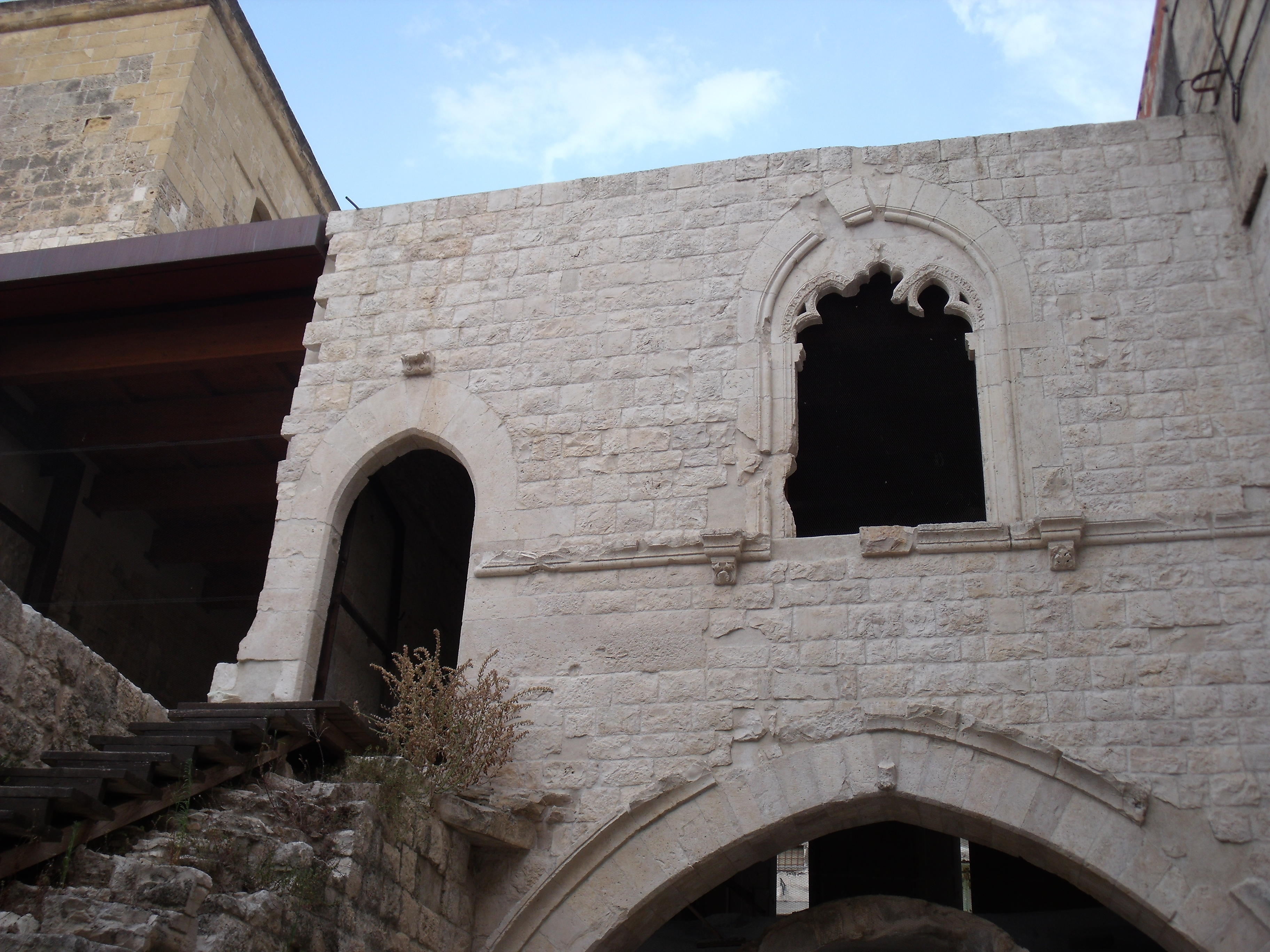
Ingresso al Palatium angioino